# Young Black Jack
Young Black Jack (ヤング ブラック・ジャック?, Yangu Burakku Jakku, lett. "Il giovane Black Jack") è un manga scritto da Yoshiaki Tabata e disegnato da Yūgo Ōkuma, ispirato all'opera Black Jack di Osamu Tezuka. Serializzato sul Young Champion di Akita Shoten dal numero del 22 novembre 2011 a quello dell'11 giugno 2019, in Italia fu edito da Star Comics dal 19 settembre 2013 al 15 settembre 2021. Un adattamento anime, prodotto da Tezuka Productions e acquistato in Italia da Dynit, è stato trasmesso in Giappone tra il 1º ottobre e il 17 dicembre 2015. La storia segue le vicende di Black Jack, uno studente di medicina degli anni sessanta.

## Personaggi

Kuroo Hazama nell'anime

Kuroo Hazama (間 黒男?, Hazama Kuroo)
Doppiato da: Yūichirō Umehara
Yabu (藪?, Yabu)
Doppiato da: Kōji Yusa
Tōrō Tachiiri (立入 灯郎?, Tachiiri Tōrō)
Doppiato da: Hiroki Tōchi
Doctor (軍医?, Dokutā) / Kirī (キリー?, Kirī)
Doppiato da: Jun'ichi Suwabe

## Media

### Manga
Il manga, scritto da Yoshiaki Tabata e disegnato da Yūgo Ōkuma, è stato serializzato sulla rivista Young Champion di Akita Shoten dal numero del 22 novembre 2011 a quello dell'11 giugno 2019. Il primo volume tankōbon è stato pubblicato il 18 maggio 2012 e la pubblicazione è terminata il 20 agosto 2019 con un totale di sedici volumi. In Italia la serie è stata acquistata da Star Comics e pubblicata dal 19 settembre 2013 al 15 settembre 2021.

#### Volumi
| Nº | Data di prima pubblicazione | Data di prima pubblicazione | Data di prima pubblicazione | Data di prima pubblicazione |
| Nº | Giapponese                  | Giapponese                  | Italiano                    | Italiano                    |
| -- | --------------------------- | --------------------------- | --------------------------- | --------------------------- |
| 1  | 18 maggio 2012              | ISBN 978-4-253-15065-1      | 19 settembre 2013           | ISBN 978-88-6420-647-9      |
| 2  | 19 ottobre 2012             | ISBN 978-4-253-15066-8      | 19 dicembre 2013            | ISBN 978-88-6420-738-4      |
| 3  | 19 aprile 2013              | ISBN 978-4-253-15067-5      | 15 maggio 2014              | ISBN 978-88-6420-942-5      |
| 4  | 6 settembre 2013            | ISBN 978-4-253-15068-2      | 14 agosto 2014              | ISBN 978-88-6920-037-3      |
| 5  | 20 febbraio 2014            | ISBN 978-4-253-15069-9      | 15 gennaio 2015             | ISBN 978-88-6920-175-2      |
| 6  | 20 giugno 2014              | ISBN 978-4-253-15070-5      | 16 dicembre 2015            | ISBN 978-88-6920-602-3      |
| 7  | 20 novembre 2014            | ISBN 978-4-253-15202-0      | 15 giugno 2016              | ISBN 978-88-226-0051-6      |
| 8  | 20 maggio 2015              | ISBN 978-4-253-15203-7      | 15 febbraio 2017            | ISBN 978-88-226-0478-1      |
| 9  | 18 settembre 2015           | ISBN 978-4-253-15204-4      | 19 luglio 2017              | ISBN 978-88-226-0641-9      |
| 10 | 20 aprile 2016              | ISBN 978-4-253-15205-1      | 14 febbraio 2018            | ISBN 978-88-226-0893-2      |
| 11 | 20 ottobre 2016             | ISBN 978-4-253-15206-8      | 19 settembre 2018           | ISBN 978-88-226-1167-3      |
| 12 | 20 aprile 2017              | ISBN 978-4-253-15207-5      | 15 maggio 2019              | ISBN 978-88-226-1409-4      |
| 13 | 20 luglio 2018              | ISBN 978-4-253-15208-2      | 18 dicembre 2019            | ISBN 978-88-226-1637-1      |
| 14 | 20 dicembre 2018            | ISBN 978-4-253-15209-9      | 17 febbraio 2021            | ISBN 978-88-226-2136-8      |
| 15 | 19 aprile 2019              | ISBN 978-4-253-15210-5      | 18 agosto 2021              | ISBN 978-88-226-2443-7      |
| 16 | 20 agosto 2019              | ISBN 978-4-253-15180-1      | 15 settembre 2021           | ISBN 978-88-226-2560-1      |

### Live action
Uno speciale live action, basato sulla serie, è stato trasmesso su Nippon TV il 23 aprile 2011. Il programma è stato diretto da Kentarō Ōtani, mentre Masaki Okada ha interpretato il ruolo del giovane Black Jack.

### Anime

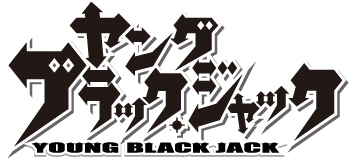
Logo della serie

Un adattamento anime di dodici episodi, prodotto da Tezuka Productions e diretto da Mitsuko Kase, è andato in onda dal 1º ottobre al 17 dicembre 2015. Le sigle di apertura e chiusura sono rispettivamente I am Just Feeling Alive del duo Umi-kuun e All Categorize (オールカテゴライズ?, Ōru Kategoraizu) di Takuto. In Italia gli episodi sono stati trasmessi in streaming in simulcast da Dynit su VVVVID a partire dal 5 ottobre 2015, mentre in altre parti del mondo la trasmissione è stata effettuata da Crunchyroll. In America del Nord, invece, i diritti sono stati acquistati da Sentai Filmworks.

#### Episodi
| Nº | Titolo italiano Giapponese 「Kanji」 - Rōmaji                                           | In onda          | In onda |
| Nº | Titolo italiano Giapponese 「Kanji」 - Rōmaji                                           | Giapponese       |         |
| 1  | Presto, un dottore! 「医者はどこだ！」 - Isha wa doko da!                               | 1º ottobre 2015  |         |
| 2  | Rapimento 「拉致」 - Rachi                                                              | 8 ottobre 2015   |         |
| 3  | Disertori 「脱走兵」 - Dassōhei                                                         | 15 ottobre 2015  |         |
| 4  | In Vietnam - Prima parte 「ベトナムにて その1」 - Betonamu nite sono 1                  | 22 ottobre 2015  |         |
| 5  | In Vietnam - Seconda parte 「ベトナムにて その2」 - Betonamu nite sono 2                | 29 ottobre 2015  |         |
| 6  | In Vietnam - Terza parte 「ベトナムにて その3」 - Betonamu nite sono 3                  | 5 novembre 2015  |         |
| 7  | Rivoluzione indolore - Prima parte 「苦痛なき革命 その1」 - Kutsū naki kakumei sono 1   | 12 novembre 2015 |         |
| 8  | Rivoluzione indolore - Seconda parte 「苦痛なき革命 その2」 - Kutsū naki kakumei sono 2 | 19 novembre 2015 |         |
| 9  | Il racconto della miseria - Prima parte 「無残帳 その１」 - Muzan-chō sono 1            | 26 novembre 2015 |         |
| 10 | Il racconto della miseria - Seconda parte 「無残帳 その２」 - Muzan-chō sono 2          | 3 dicembre 2015  |         |
| 11 | Il racconto della miseria - Terza parte 「無残帳 その３」 - Muzan-chō sono 3            | 10 dicembre 2015 |         |
| 12 | La stagione della follia 「狂騒の季節」 - Kyōsō no kisetsu                              | 17 dicembre 2015 |         |